# Starea de flux
„Starea de flux” (titlu original: „State of Flux”) este al 11-lea episod din primul sezon al serialului TV american SF Star Trek: Voyager. A avut premiera la 10 aprilie 1995 pe canalul UPN.

## Prezentare
Janeway și alți ofițeri superiori încearcă să alunge un spion care trimite informații către Kazon.

## Rezumat
Echipajul de pe Voyager caută hrană pe o planetă, moment în care nava detectează o navă Kazon camuflată și li se ordonă să se întoarcă la bord. Chakotay este lăsat în urmă pentru a o căuta pe Seska într-o peșteră. De îndată ce o găsește, este împușcat de doi Kazoni, care sunt paralizați apoi de fazerul lui Seska , permițându-le celor doi să scape. Înapoi pe Voyager, Seska îi servește supă de ciuperci lui Chakotay și îi spune că ea și alți maquis au făcut raiduri în bucătăria lui Neelix pentru a face supa. Chakotay este furios și amenință cu măsuri disciplinare dure. Seska, care a fost mai demult implicată romantic cu Chakotay, încearcă să-l calmeze, dar Chakotay o respinge și pleacă.
Câteva clipe mai târziu, Voyager detectează un semnal SOS de pe o navă Kazon. Ei descoperă că un echipament de pe nava Kazon a provocat un eșec catastrofal la bord, ucigând toți membrii echipei, cu excepția unuia, care este în comă. Deoarece echipamentul prezintă similarități cu tehnologia Flotei Stelare, echipajul realizează că tehnologia Kazon trebuie să o fi obținut de la cineva de pe Voyager, iar Seska este primul suspect. Aceasta ia lucrurile în propriile sale mâini și se îndreaptă spre nava Kazon, explicând că trebuie să recupereze echipamentul pentru a-și dovedi nevinovăția. În timp ce se afla pe navă, Seska este rănită și este mustrată de superiorii ei când se întoarce.
Căpitanul Janeway își dă seama că acel Kazon aflat în comă la infirmerie ar putea fi singura șansă de a afla cum tehnologia a intrat în posesia Kazonilor. Sosește o altă navă Kazon, al cărei căpitan, Culluh, cere să-și vadă tovarășul. Culluh și garda sa de corp sosesc în infirmerie, unde medicul le tratează compatriotul. Dintr-o dată, garda de corp a lui Culluh ucide pacientul cu un ac otrăvit. Dezgustată, Janeway ordonă ca ambii kazoni să plece imediat de pe Voyager.
Kes descoperă că Seska are sânge cardassian, despre care Seska susține că a fost rezultatul unui transplant de măduvă osoasă de la o femeie cardassiană atunci când se afla în lagăr. Investigațiile arată că un mesaj a fost trimis către Kazon din sala motoarelor și, din momentul mesajului, cei mai probabil doi suspecți sunt Seska și Lt. Carey. Ofițerii superiori au pus o capcană pentru a-l identifica pe trădător, iar Seska cade în ea. Ea explică faptul că Kazon sunt o rasă puternică în acest cuadrant și, oferindu-le tehnologie, Voyager va câștiga un aliat puternic. Ea scapă pe o navă Kazon folosind un fascicul de teleportare pre-programat. Janeway ordonă urmărirea, dar sosesc mai multe nave Kazon și Voyager se retrage.
Mai târziu, Chakotay îl întreabă pe Tuvok dacă a fost naiv pentru că a fost păcălit de Seska. Tuvok recunoaște că a fost păcălit și el, lucru care îl liniștește pe Chakotay.